# 12580 Antonini
12580 Antonini (1999 RM33) là một tiểu hành tinh vành đai chính được phát hiện ngày 8 tháng 9 năm 1999 bởi L. Bernasconi ở St. Michel sur Meurthe.